# Temporada 1998-99 de los Toronto Raptors
La temporada 1998-99 fue la cuarta de los Toronto Raptors en la NBA. La temporada regular acabó con 23 victorias y 27 derrotas, ocupando el décimo puesto de la conferencia Este, no logrando clasificarse para los playoffs. Debido a un cierre patronal, la temporada regular comenzó el 5 de febrero de 1999 y se redujo de 82 partidos a 50.

## Elecciones en elDraft
| Ronda | Puesto | Jugador        | Posición | Nacionalidad   | Universidad    |
| ----- | ------ | -------------- | -------- | -------------- | -------------- |
| 1     | 4      | Antawn Jamison | Alero    | Estados Unidos | North Carolina |
| 2     | 47     | Tyson Wheeler  | Base     | Estados Unidos | Rhode Island   |

## Temporada regular
| División Central    | División Central | División Central | División Central | División Central | División Central | División Central | División Central | División Central |
| Equipo              | G                | P                | %                | PD               | Casa             | Fuera            | Div              |                  |
| ------------------- | ---------------- | ---------------- | ---------------- | ---------------- | ---------------- | ---------------- | ---------------- | ---------------- |
| y-Indiana Pacers    | 33               | 17               | .660             | -                | 18–7             | 15–10            | 15-7             |                  |
| x-Atlanta Hawks     | 31               | 19               | .620             | 2                | 16-9             | 15–10            | 15–8             |                  |
| x-Detroit Pistons   | 29               | 21               | .580             | 4                | 17–8             | 11–14            | 13–11            |                  |
| x-Milwaukee Bucks   | 28               | 22               | .560             | 5                | 17–8             | 11–14            | 13–11            |                  |
| Charlotte Hornets   | 26               | 24               | .520             | 7                | 16–9             | 10–15            | 12–10            |                  |
| Toronto Raptors     | 23               | 27               | .460             | 10               | 14–11            | 9–16             | 9–14             |                  |
| Cleveland Cavaliers | 22               | 28               | .440             | 11               | 15–10            | 7–18             | 9–13             |                  |
| Chicago Bulls       | 13               | 37               | .260             | 20               | 8–17             | 5–20             | 4–19             |                  |

## Estadísticas

### Temporada regular
| Jugador             | POS | PJ | PT | MJ    | REB | AST | ROB | TAP | PTS | MPP  | RPP | APP | ROP | TPP | PPP  |
| ------------------- | --- | -- | -- | ----- | --- | --- | --- | --- | --- | ---- | --- | --- | --- | --- | ---- |
| Doug Christie       | SG  | 50 | 50 | 1,768 | 207 | 187 | 113 | 26  | 760 | 35.4 | 4.1 | 3.7 | 2.3 | .5  | 15.2 |
| Charles Oakley      | PF  | 50 | 50 | 1,633 | 374 | 168 | 46  | 21  | 348 | 32.7 | 7.5 | 3.4 | .9  | .4  | 7.0  |
| Vince Carter        | SF  | 50 | 49 | 1,760 | 283 | 149 | 55  | 77  | 913 | 35.2 | 5.7 | 3.0 | 1.1 | 1.5 | 18.3 |
| Alvin Williams      | PG  | 50 | 45 | 1,051 | 82  | 130 | 51  | 12  | 248 | 21.0 | 1.6 | 2.6 | 1.0 | .2  | 5.0  |
| Tracy McGrady       | SF  | 49 | 2  | 1,106 | 278 | 113 | 52  | 66  | 458 | 22.6 | 5.7 | 2.3 | 1.1 | 1.3 | 9.3  |
| Dee Brown           | PG  | 49 | 0  | 1,377 | 103 | 143 | 56  | 8   | 549 | 28.1 | 2.1 | 2.9 | 1.1 | .2  | 11.2 |
| John Wallace        | SF  | 48 | 3  | 812   | 171 | 46  | 12  | 43  | 411 | 16.9 | 3.6 | 1.0 | .3  | .9  | 8.6  |
| Kevin Willis        | C   | 42 | 38 | 1,216 | 350 | 67  | 28  | 28  | 504 | 29.0 | 8.3 | 1.6 | .7  | .7  | 12.0 |
| Michael Stewart     | C   | 42 | 2  | 394   | 99  | 5   | 4   | 28  | 61  | 9.4  | 2.4 | .1  | .1  | .7  | 1.5  |
| John Thomas         | C   | 39 | 11 | 593   | 134 | 15  | 17  | 9   | 169 | 15.2 | 3.4 | .4  | .4  | .2  | 4.3  |
| Reggie Slater       | PF  | 30 | 0  | 263   | 70  | 5   | 3   | 3   | 115 | 8.8  | 2.3 | .2  | .1  | .1  | 3.8  |
| Sean Marks          | PF  | 8  | 0  | 28    | 1   | 0   | 1   | 0   | 11  | 3.5  | .1  | .0  | .1  | .0  | 1.4  |
| Negele Knight       | PG  | 6  | 0  | 56    | 6   | 8   | 1   | 0   | 8   | 9.3  | 1.0 | 1.3 | .2  | .0  | 1.3  |
| Micheal Williams    | PG  | 2  | 0  | 15    | 1   | 0   | 0   | 0   | 2   | 7.5  | .5  | .0  | .0  | .0  | 1.0  |
| Mark Baker          | PG  | 1  | 0  | 2     | 0   | 0   | 0   | 0   | 0   | 2.0  | .0  | .0  | .0  | .0  | .0   |
| William Cunningham† | C   | 1  | 0  | 1     | 0   | 0   | 0   | 0   | 0   | 1.0  | .0  | .0  | .0  | .0  | .0   |

- † Denota jugador que jugó en más de un equipo esa temporada. Las estadísticas solo reflejan su paso por los Raptors.

## Galardones y récords
| Jugador      | Galardón                                                     |
| Vince Carter | Rookie del Año de la NBA Mejor quinteto de rookies de la NBA |